# 8 (số)
Về năm 8 CN, xem 8
8 (tám) là một số tự nhiên liền sau 7 và liền trước 9. Ngoài ra có những vật dụng giống hình số 8 như "còng số 8", bánh vòng số 8.

## Quan điểm của người Trung Quốc và Việt Nam
- Ngoài ra nó còn có ý nghĩa là ngồi tán gẫu, tán phét, buôn dưa lê hay nấu cháo lưỡi.
- Số tám có nghĩa là tốt đẹp, mọi thứ đều phát triển (vì 8 - bát đọc lái đi là phát - Theo quan điểm của người Việt Nam và Trung Quốc).

## Trong toán học
- Căn bậc ba của tám là hai.
- Bình phương của 8 là 64.
- Căn bậc hai của 8 là 2,828427125 và - 2,828427125.

## Trong thiên văn học
8 là số lượng các hành tinh trong Hệ Mặt Trời.

## Trong hóa học
- 8 là số hiệu nguyên tử của nguyên tố ôxi (O).
- Có 8 chu kì trong hoá học: 4 chu kì lớn và 4 chu kì nhỏ.

## Trong bóng đá
- 8 là số áo của tiền đạo và tiền vệ nhưng rất ít khi là số của hậu vệ